# Chaetodon leucopleura
Chaetodon leucopleura är en fiskart som beskrevs av Playfair, 1867. Chaetodon leucopleura ingår i släktet Chaetodon och familjen Chaetodontidae. IUCN kategoriserar arten globalt som livskraftig. Inga underarter finns listade i Catalogue of Life.